# Need You Now (Dean Lewis)
Need You Now è un singolo del cantautore australiano Dean Lewis, pubblicato il 7 aprile 2017 come secondo estratto dall'unico EP Same Kind of Different, il brano è stato certificato disco d'oro in Australia nel febbraio 2018 e successivamente platino.
Una versione acustica del brano è stata distribuita il 30 giugno 2017.

## Video musicale
Il videoclip di "Need You Now" è diretto da Mick Jones e distribuito il 27 aprile 2017.
Il video affronta la tematica dei demoni interiori di un uomo, i problemi di dipendenza e la tendenza all'autodistruzione. Dean Lewis ha poi spiegato a MusicFeeds: "Invece di avere un video che riflettesse il testo del brano, abbiamo pensato di rappresentare un ragazzo che all'apparenza è tranquillo e ha tutto sotto controllo, ma durante i weekend si lascia andare. Ho visto tanti amici così, per cui è una tematica a cui tengo molto."

## Classifiche
| Anno | Classifica                       | Picco |
| ---- | -------------------------------- | ----- |
| 2017 | Australian Artists Singles Chart | 10    |

## Certificazioni
| Regione          | Certificatione | Unità certificate |
| ---------------- | -------------- | ----------------- |
| Australia (ARIA) | Platino        | 70,000            |